# Conotrachelus albicinctus
Conotrachelus albicinctus – gatunek chrząszcza z rodziny ryjkowcowatych.

## Zasięg występowania
Występuje we wsch. części USA od Massachusetts i Iowy na płn. po Florydę i Teksas na płd.

## Budowa ciała
Osiąga 2,5 – 4,8 mm długości.

## Biologia i ekologia
Imago wyhodowano z galasów muchówek z rodziny pryszczarkowatych, obecnych na niesprecyzowanym dokładnie gatunku derenia.